# آلفوئوس هایت
 آلفوئوس هایت (انگلیسی: Alpheus Hyatt؛ ۵ آوریل ۱۸۳۸ – ۱۵ ژانویهٔ ۱۹۰۲) یک دانشمند در زمینه جانورشناسی و دیرینه‌شناسی اهل ایالات متحده آمریکا بود.